# Пагман

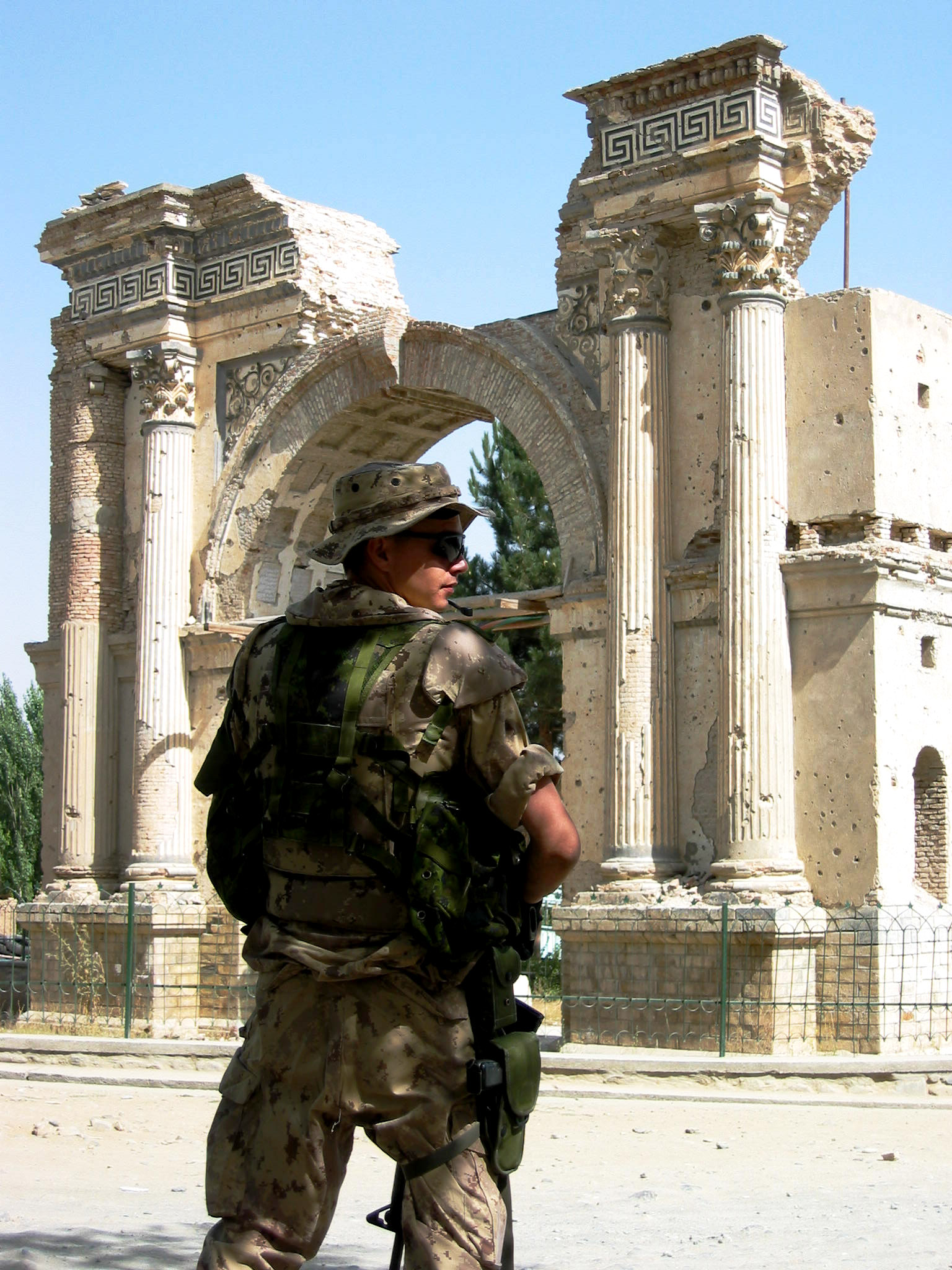
Канадский солдат у полуразрушенной арки

Пагман — город на холмах вблизи Кабула, Афганистан. Население города по состоянию на 2007 год составляло около 52 000 человек. Провинция Кабул, Часовой пояс UTC+4:30.

## Известные жители
- Король Аманулла-хан — известный реформатор, правивший страной в 1919—1929 годах
- Президент Хафизулла Амин — второй президент страны времён Демократической Республики Афганистан

## История

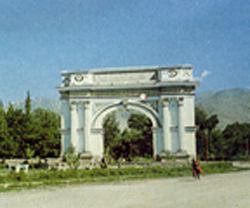
Арка до войны, фото 80х

После возвращения из Европы короля Аманулла-хана и его супруги Сорайя Тарзи. Было решено возвести арку наподобие триумфальной арки в Париже. А также в планах была перестройка и модернизация города. В 1929 году в городе проходили восстания и были жестоко подавлены королём. Однако Аманулла был вынужден отказаться от консервативной формы правления и провести реформы. После афганской войны город сильно пострадал, половину зданий были разрушены, в том числе и арка.
Сейчас в Пагмане хорошо развито сельское хозяйство, животноводство и туризм, что является основным источником дохода города.

## Туризм
В городе развит хорошо туризм по причине удачного местоположения Пагмана, и лишь потому что город расположен за пределами Кабула. Здесь существует один из самых популярных летних курортов в стране.

## Города побратимы
Австралия Элис Спрингс, с января 2005 года.